# Force field
Nell'ambito della meccanica molecolare, un Force field si riferisce impropriamente sia alla forma funzionale ed al set di parametri utilizzati per esprimere l'energia potenziale di un sistema di particelle (solitamente, ma non necessariamente, atomi). Le funzioni del Force field ed i set di parametri sono derivati sia da dati sperimentali che da calcoli quantomeccanici ab initio di alto livello. Esistono varie tipologie di Force field: gli "all-atom" hanno parametri per ogni atomo costituente il sistema, mentre gli "united-atom" trattano gli atomi di idrogeno e quelli di carbonio appartenenti a gruppi metile e metilene come un singolo centro di interazione. Infine i Force field "Coarse-grained", spesso utilizzati nelle simulazioni per lunghi tempi di proteine, utilizzano rappresentazioni ancora più astratte per poter aumentare l'efficienza computazionale.
In chimica e biologia computazionale il significato del termine "Force field" differisce da quello che ha in fisica. Infatti mentre in ambito chimico e biologico rappresenta una funzione potenziale, in fisica è utilizzato per esprimere il gradiente negativo di un potenziale scalare.